# Едріан Дентлі
Едріан Делано Дентлі (англ. Adrian Delano Dantley, нар. 28 лютого 1955, Вашингтон, США) — американський професіональний баскетболіст, що грав на позиції легкого форварда за низку команд НБА, зокрема за «Юта Джаз», яка навіки закріпила за ним ігровий №4. Гравець національної збірної США. По завершенні ігрової кар'єри — тренер.
2008 року введений до Баскетбольної Зали слави.

## Ігрова кар'єра
Починав грати у баскетбол у команді Католицької школи де Мати (Гаятсвілл, Меріленд). На університетському рівні грав за команду Нотр-Дам (1973–1976). Перебуває на другому місці в історії закладу за кількістю набраних очок (2,223).
1976 року став олімпійським чемпіоном Монреаля у складі збірної США. Того ж року був обраний у першому раунді драфту НБА під загальним 6-м номером командою «Баффало Брейвз». За підсумками дебютного сезону отримав нагороду новачка року НБА.
Перед початком сезону 1977-1978 був обміняний до «Індіана Пейсерз».
Зігравши 23 гри за «Індіану», перейшов до «Лос-Анджелес Лейкерс», у складі якої провів наступні 2 сезони своєї кар'єри.
Наступною командою в кар'єрі гравця була «Юта Джаз», за яку він відіграв 7 сезонів. За цей час шість разів був учасником матчів усіх зірок.
З 1986 по 1989 рік грав у складі «Детройт Пістонс».
1989 року перейшов до «Даллас Маверікс», у складі якої провів наступний сезон своєї кар'єри.
Останньою ж командою в кар'єрі гравця стала «Мілвокі Бакс», до складу якої він приєднався 1990 року і за яку відіграв один сезон.

## Статистика виступів в НБА
| * | Лідер ліги |

### Регулярний сезон
| Сезон              | Команда                | GP  | GS  | MPG   | FG%  | 3P%  | FT%  | RPG | APG | SPG | BPG | PPG   |
| ------------------ | ---------------------- | --- | --- | ----- | ---- | ---- | ---- | --- | --- | --- | --- | ----- |
| 1976–77            | «Баффало Брейвз»       | 77  | –   | 36.6  | .520 | –    | .818 | 7.6 | 1.9 | 1.2 | 0.2 | 20.3  |
| 1977–78            | «Індіана Пейсерз»      | 23  | –   | 41.2  | .499 | –    | .787 | 9.4 | 2.8 | 2.1 | 0.7 | 26.5  |
| 1977–78            | «Лос-Анджелес Лейкерс» | 56  | –   | 35.4  | .520 | –    | .801 | 7.2 | 3.4 | 1.3 | 0.1 | 19.4  |
| 1978–79            | «Лос-Анджелес Лейкерс» | 60  | –   | 29.6  | .510 | –    | .854 | 5.7 | 2.3 | 1.1 | 0.2 | 17.3  |
| 1979–80            | «Юта Джаз»             | 68  | –   | 39.3  | .576 | .000 | .842 | 7.6 | 2.8 | 1.4 | 0.2 | 28.0  |
| 1980–81            | «Юта Джаз»             | 80  | –   | 42.7* | .559 | .286 | .806 | 6.4 | 4.0 | 1.4 | 0.2 | 30.7* |
| 1981–82            | «Юта Джаз»             | 81  | 81  | 39.8  | .570 | .333 | .792 | 6.3 | 4.0 | 1.2 | 0.2 | 30.3  |
| 1982–83            | «Юта Джаз»             | 22  | 22  | 40.3  | .580 | –    | .847 | 6.4 | 4.8 | 0.9 | 0.0 | 30.7  |
| 1983–84            | «Юта Джаз»             | 79  | 79  | 37.8  | .558 | .250 | .859 | 5.7 | 3.9 | 0.8 | 0.1 | 30.6* |
| 1984–85            | «Юта Джаз»             | 55  | 46  | 35.8  | .531 | –    | .804 | 5.9 | 3.4 | 1.0 | 0.1 | 26.6  |
| 1985–86            | «Юта Джаз»             | 76  | 75  | 36.1  | .563 | .091 | .791 | 5.2 | 3.5 | 0.8 | 0.1 | 29.8  |
| 1986–87            | «Детройт Пістонс»      | 81  | 81  | 33.8  | .534 | .167 | .812 | 4.1 | 2.0 | 0.8 | 0.1 | 21.5  |
| 1987–88            | «Детройт Пістонс»      | 69  | 50  | 31.1  | .514 | .000 | .860 | 3.3 | 2.5 | 0.6 | 0.1 | 20.0  |
| 1988–89            | «Детройт Пістонс»      | 42  | 42  | 31.9  | .521 | –    | .839 | 3.9 | 2.2 | 0.5 | 0.1 | 18.4  |
| 1989–90            | «Даллас Маверікс»      | 31  | 25  | 34.9  | .462 | .000 | .776 | 4.9 | 2.5 | 0.6 | 0.2 | 20.3  |
| 1990–91            | «Даллас Маверікс»      | 45  | 45  | 28.9  | .477 | .000 | .787 | 3.8 | 1.8 | 0.4 | 0.2 | 14.7  |
| 1990–91            | «Мілвокі Бакс»         | 10  | 0   | 12.6  | .380 | .333 | .692 | 1.3 | 0.9 | 0.5 | 0.0 | 5.7   |
| Усього за кар'єру  | Усього за кар'єру      | 955 | 546 | 35.8  | .540 | .171 | .818 | 5.7 | 3.0 | 1.0 | 0.2 | 24.3  |
| В іграх усіх зірок | В іграх усіх зірок     | 6   | 5   | 21.7  | .426 | –    | .895 | 3.8 | 1.2 | 1.0 | 0.0 | 10.5  |

### Плей-оф
| Сезон             | Команда                | GP | GS | MPG  | FG%  | 3P%  | FT%  | RPG | APG | SPG | BPG | PPG  |
| ----------------- | ---------------------- | -- | -- | ---- | ---- | ---- | ---- | --- | --- | --- | --- | ---- |
| 1978              | «Лос-Анджелес Лейкерс» | 3  | –  | 34.7 | .571 | –    | .647 | 8.3 | 3.7 | 1.7 | 1.0 | 17.0 |
| 1979              | «Лос-Анджелес Лейкерс» | 8  | –  | 29.5 | .562 | –    | .788 | 4.1 | 1.4 | 0.8 | 0.1 | 17.6 |
| 1984              | «Юта Джаз»             | 11 | –  | 41.3 | .504 | –    | .863 | 7.5 | 4.2 | 0.9 | 0.1 | 32.2 |
| 1985              | «Юта Джаз»             | 10 | 10 | 39.8 | .523 | .000 | .779 | 7.5 | 2.0 | 1.6 | 0.0 | 25.3 |
| 1987              | «Детройт Пістонс»      | 15 | 15 | 33.3 | .539 | –    | .775 | 4.5 | 2.3 | 0.9 | 0.0 | 20.5 |
| 1988              | «Детройт Пістонс»      | 23 | 23 | 35.0 | .524 | .000 | .787 | 4.7 | 2.0 | 0.8 | 0.0 | 19.4 |
| 1991              | «Мілвокі Бакс»         | 3  | 0  | 6.3  | .143 | –    | .750 | 1.3 | 0.0 | 0.0 | 0.0 | 1.7  |
| Усього за кар'єру | Усього за кар'єру      | 73 | 48 | 34.5 | .525 | .000 | .796 | 5.4 | 2.3 | 0.9 | 0.1 | 21.3 |

## Кар'єра тренера
Працював асистентом головного тренера команди «Денвер Наггетс» протягом восьми сезонів. У сезоні 2009-2010 був виконувачем обов'язків головного тренера.